# 678 Fredegundis
678 Fredegundis eller A909 BQ är en asteroid i huvudbältet, som upptäcktes 22 januari 1909 av den tyske astronomen Karl Wilhelm Lorenz i Heidelberg. Den är uppkallad efter operan Frédégonde.
Asteroiden har en diameter på ungefär 39 kilometer.